# Araneus salto
Araneus salto Levi, 1991 è un ragno appartenente alla famiglia Araneidae.

## Distribuzione
L'olotipo femminile e un paratipo femminile sono stati rinvenuti in una località del Messico centrosettentrionale: a 16 km ad ovest di El Salto, nello Stato di Durango.

## Tassonomia
Non sono stati esaminati esemplari di questa specie dal 1991
Attualmente, a dicembre 2013, non sono note sottospecie